# Lijst van onderscheidingen van de 36. Waffen-Grenadier-Division der SS
Dit is een lijst van onderscheidingen van de 36. Waffen-Grenadier-Division der SS.

## Dragers van de Anti-Partizanen Badge

### In zilver
- Heinz Feiertag, SS-Obersturmführer
- Erwin Walser, SS-Hauptsturmführer, Sonder-Kommando Dirlewanger
- Paul Zimmerman, SS-Untersturmführer

### In brons
- Werner Blessau, SS-Hauptsturmführer
- Egyd Ingruber, SS-Obersturmführer, SS Sonder-Batallion 36
- Max Schreiner, SS-Untersturmführer
- Rudolf Stöweno, SS-Hauptsturmführer, SS Sonder-Batallion 36
- Kurt Weisse, SS-Obersturmbannführer, SS Sonder-Batallion 36